# Reinach (Argóvia)
Reinach é uma comuna da Suíça, no Cantão Argóvia, com cerca de 7.607 habitantes. Estende-se por uma área de 9,48 km², de densidade populacional de 802 hab/km². Confina com as seguintes comunas: Beinwil am See, Birrwil, Gontenschwil, Leimbach, Menziken, Pfeffikon (LU), Rickenbach (LU), Zetzwil.
A língua oficial nesta comuna é o Alemão.

## Personalidades
- Markus Hediger, poeta e tradutor suíço.